# Oxypora crassispinosa
Oxypora crassispinosa is een rifkoralensoort uit de familie van de Lobophylliidae. De wetenschappelijke naam van de soort is voor het eerst geldig gepubliceerd in 1980 door Nemenzo.